# Liste des îles du Sénégal
Voici une liste des îles et archipels appartenant au Sénégal : 
| Nom                  | Appellations alternatives                             | Coordonnées                  | Remarques                                                       |
| -------------------- | ----------------------------------------------------- | ---------------------------- | --------------------------------------------------------------- |
| Île de Barbagueye    | Île de Babagueye                                      | 15° 58′ 00″ N, 16° 30′ 00″ O | Ancienne île de Bocos, premier point de colonisation du Sénégal |
| Îles des Betanti     |                                                       | 13° 41′ 55″ N, 16° 36′ 05″ O |                                                                 |
| Îles du Bliss        |                                                       |                              |                                                                 |
| Îles aux Bœufs       |                                                       | 13° 40′ 18″ N, 16° 38′ 25″ O | Sine-Saloum                                                     |
| Île de Karabane      | Île de Carabane                                       | 12° 32′ 00″ N, 16° 43′ 00″ O | Île historique dans l'embouchure du fleuve Casamance            |
| Île du Diable        | Île aux Caimans                                       | 12° 44′ 00″ N, 15° 33′ 01″ O |                                                                 |
| Îles du Diable       |                                                       | 13° 59′ 00″ N, 16° 39′ 00″ O |                                                                 |
| Île de Diakal        | Île aux Caimans                                       | 16° 31′ 00″ N, 16° 11′ 00″ O |                                                                 |
| Île de Diamanio      |                                                       | 13° 40′ 45″ N, 16° 39′ 43″ O |                                                                 |
| Île de Diogué        | Jogue Island                                          | 12° 36′ N, 16° 45′ O         |                                                                 |
| Île de Diouk         |                                                       | 16° 01′ 07″ N, 16° 28′ 30″ O |                                                                 |
| Île de Fadiouth      |                                                       | 14° 09′ 00″ N, 16° 49′ 00″ O | fait partie de la commune de Joal-Fadiouth                      |
| Îles du Gandoul      |                                                       | 13° 55′ 39″ N, 16° 37′ 30″ O | Sine-Saloum, Delta du Saloum                                    |
| Île de la Goélette   | Île de Tine Dine                                      | 12° 39′ 59″ N, 16° 46′ 13″ O |                                                                 |
| Île de Gorée         |                                                       | 14° 40′ 05″ N, 17° 23′ 58″ O | L'île aux esclaves face au port de Dakar                        |
| Île de Guior         | Île de Niodior                                        | 13° 50′ 00″ N, 16° 42′ 00″ O | Sine-Saloum (l'île natale de Fatou Diome)                       |
| Île de Guissanor     | Île de Guisanor                                       | 13° 57′ 00″ N, 16° 44′ 00″ O |                                                                 |
| Île de Kousmar       | Île de Tine Dine                                      | 14° 08′ 00″ N, 16° 10′ 00″ O |                                                                 |
| Île Lougne           |                                                       | 14° 39′ 06″ N, 17° 28′ 07″ O |                                                                 |
| îles de la Madeleine | Îles des Madeleines Île des Serpents Île aux Serpents | 14° 39′ 21″ N, 17° 28′ 20″ O | voir aussi Parc national des îles de la Madeleine               |
| Île de Mar           | Mar                                                   |                              | Sine-Saloum                                                     |
| Île de Marnia        | Île de Mar Île de Soultouk Île de Diatanou            | 14° 01′ 00″ N, 16° 42′ 00″ O |                                                                 |
| Île de Mbill         | Île de Bil                                            | 13° 51′ 00″ N, 16° 40′ 00″ O |                                                                 |
| Île à Morfil         |                                                       | 16° 35′ 00″ N, 14° 20′ 00″ O | Sur le fleuve Sénégal                                           |
| Île de Ngor          | Île de N'gor                                          | 14° 45′ 24″ N, 17° 30′ 54″ O | Baignade et plongée tout près de Dakar                          |
| Île de N'tieng       | Île de Tieng                                          | 16° 18′ 00″ N, 16° 22′ 00″ O |                                                                 |
| Île des Oiseaux      | Île aux Oiseaux                                       | 13° 38′ 57″ N, 16° 39′ 52″ O | Sine-Saloum, près de Mar Lodj                                   |
| Îles aux Oiseaux     |                                                       | 12° 35′ 46″ N, 16° 19′ 34″ O | Casamance                                                       |
| Île Oudioubala       |                                                       | 13° 56′ 00″ N, 16° 41′ 00″ O |                                                                 |
| Île d'Ourong         |                                                       | 12° 27′ 44″ N, 16° 40′ 05″ O | Région de Ziguinchor                                            |
| Île de Poutake       | Île de Pontake                                        | 13° 48′ 00″ N, 16° 37′ 00″ O | Sine-Saloum                                                     |
| Île de Roup          |                                                       | 16° 03′ 00″ N, 16° 29′ 00″ O |                                                                 |
| Île de Safal         |                                                       | 15° 57′ N, 16° 30′ O         |                                                                 |
| Île de Saint-Louis   | Île de Saint-Louis                                    | 16° 00′ 36″ N, 16° 29′ 20″ O |                                                                 |
| Île de Sal-Sal       | Île de Salsal                                         | 16° 03′ 33″ N, 16° 30′ 14″ O |                                                                 |
| Île de Sohr          | Île de Sor                                            | 16° 00′ 00″ N, 16° 29′ 00″ O |                                                                 |
| Île de Yoff          | Île d'Yof Île de Teuguene                             | 14° 46′ 13″ N, 17° 28′ 43″ O | en face du village de Yoff, près de Dakar                       |